# Печать Миссисипи
Большая печать штата Миссисипи (англ. The Great Seal of the State of Mississippi) — один из государственных символов штата Миссисипи, США. Большая печать Территории Миссисипи официально утверждена в 1798 году и переутверждена в качестве Большой печати штата Миссисипи в 1817 году; последняя версия принята в 2014 году.

## Описание
В центре Большой печати штата Миссисипи изображён геральдический орёл с распростёртыми крыльями и высоко поднятой головой. Грудь птицы украшают полосы и звёзды с американского флага, в когтях орёл сжимает оливковую ветвь, как символ стремления к миру, и колчан со стрелами — как символ готовности к войне. На внешней окружности государственной печати расположены слова «The Great Seal of the State of Mississippi» (англ. «Большая печать штата Миссисипи») вверху, и «In God We Trust» (англ. «На Бога уповаем») внизу.

## История
Первая печать была принята 19 января 1798 года, когда была создана Территория Миссисипи. После того, как в 1817 году был создан штат Миссисипи, он стал использовать ту же печать. В июле 2014 года Миссисипи приняла новую печать, которая используется до сих пор. 31 января 2014 года сенат штата Миссисипи проголосовал за добавление в печати слов «в Бога мы верим», изменение было официально введено 1 июля 2014 года.

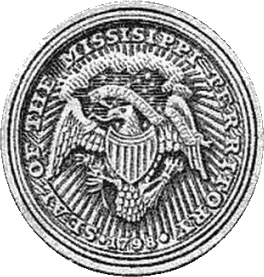
Печать территории Миссисипи (1798-1817)
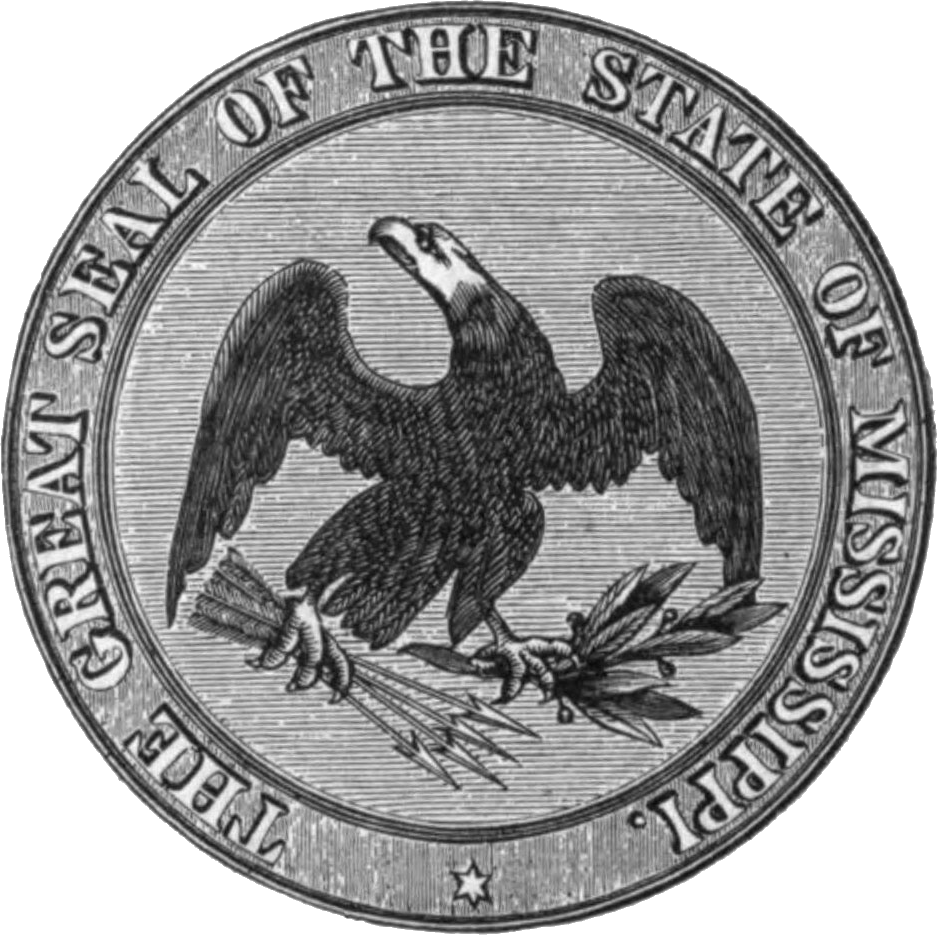
Печать штата Миссисипи (1818—1879)
Печать штата Миссисипи (1879—2014)